# Let 'Em Eat Cake
Let 'Em Eat Cake è il secondo album in studio della cantautrice Alexz Johnson, pubblicato nel 2014.

## Descrizione
Il 28 febbraio del 2013 la Johnson ha avviato una campagna di raccolta fondi su PledgeMusic al fine di finanziare il suo secondo album studio. Il 17 aprile del 2013, tramite un aggiornamento Pledge, ha informato i suoi donatori che il produttore dell'album sarebbe stato David Kahne (Regina Spektor, Lana Del Rey, The Strokes) e che l'album sarebbe stato prodotto agli Avatar Studios a New York. A precedere l'uscita dell'album vi è stato l'Heart EP, disponibile in esclusiva per il download digitale solo per i donatori dal 29 gennaio del 2014 e successivamente su iTunes dal 18 febbraio. Durante il #SAYMAXTour Alexz ha presentato tre nuovi brani (Heart Like That, Ruthless Love e Let Them Eat Cake) appartenenti al nuovo album. In varie interviste Alexz ha dichiarato che una delle principali cause per cui l'album ha richiesto così tanto tempo per essere rilasciato è perché ha affidato la produzione di due canzoni - rispettivamente Cologne e Let 'Em Eat Cake - a suo fratello Brendan. Il 18 luglio del 2014, tramite un aggiornamento della sua Campagna Pledge Alexz ha condiviso la track list dell'album, per poi rilasciare la settimana successiva, ovvero il 25 luglio, una traccia dell'album (Gonna Get It) per il download digitale. Il 25 agosto, tramite un messaggio lasciato sulla sua pagina Twitter, Alexz ha fatto sapere ai suoi fans che a partire dal 16 ottobre sarebbe iniziato il suo Let 'Em Eat Cake Tour al fine di promuovere le nuove canzoni (con il supporto degli Jared & The Mill e come ospite speciale e membro della band Patrick Droney). Nello stesso giorno, attraverso un aggiornamento della sua campagna Pledge, fa sapere che il nome dell'album è Let 'Em Eat Cake (nome derivante da una delle tracce presenti sull'album). Il 15 settembre, sempre tramite un aggiornamento Pledge, ha rivelato la copertina dell'album, la data di rilascio (per i donatori in anteprima dal 7 ottobre del 2014, mentre il rilascio vero e proprio è avvenuto il 14 ottobre del 2014 tramite iTunes) ed infine permette il download del singolo Let 'Em Eat Cake. Per Let 'Em Eat Cake è stato realizzato un video ufficiale registrato nello studio di registrazione, che il 29 ottobre è stato rilasciato in anteprima sul sito Culture Collide. Il secondo singolo dell'album è Cologne ed il video ufficiale è stato distribuito il 18 febbraio tramite il sito Huffington Post. Entrambi i due video ufficiali sono stati diretti dalla bravissima Breezy Baldwin.
L'album è composto da 9 tracce.

## Tracce
01. Heart Like That (Alexz Johnson, Brendan Johnson, David Kahne) - 00:03:10
02. Let 'Em Eat Cake (Alexz Johnson, Brendan Johnson) - 00:03:20
03. Cologne (Alexz Johnson, Brendan Johnson) - 00:03:20
04. Gonna Get It (Alexz Johnson, Brendan Johnson) - 00:03:07
05. That Pain (Alexz Johnson, Dillon Pace) - 00:03:58
06. Heart Turns Black (Alexz Johnson, Brendan Johnson) - 00:03:17
07. Tears Of A Dragon (Alexz Johnson, Brendan Johnson) - 00:03:25
08. Ruthless Love (Alexz Johnson, Brendan Johnson) - 00:03:50
09. I Will Fall In Love (Alexz Johnson, Kristian Ottestad) - 00:04:19